# Spoorlijn Bollnäs - Orsa
De spoorlijn Bollnäs - Orsa (Zweeds: Järnvägslinjen Bollnäs–Orsa) is een spoorlijn in het midden van Zweden in de provincies Gävleborgs län en Dalarnas län. De lijn verbindt de plaatsen Bollnäs en Orsa met elkaar.
De spoorlijn is 118 kilometer lang en werd in de periode 1899-1900 in gebruik genomen. In 2002 werd een deel van het traject gesloten.